# Rybinsk

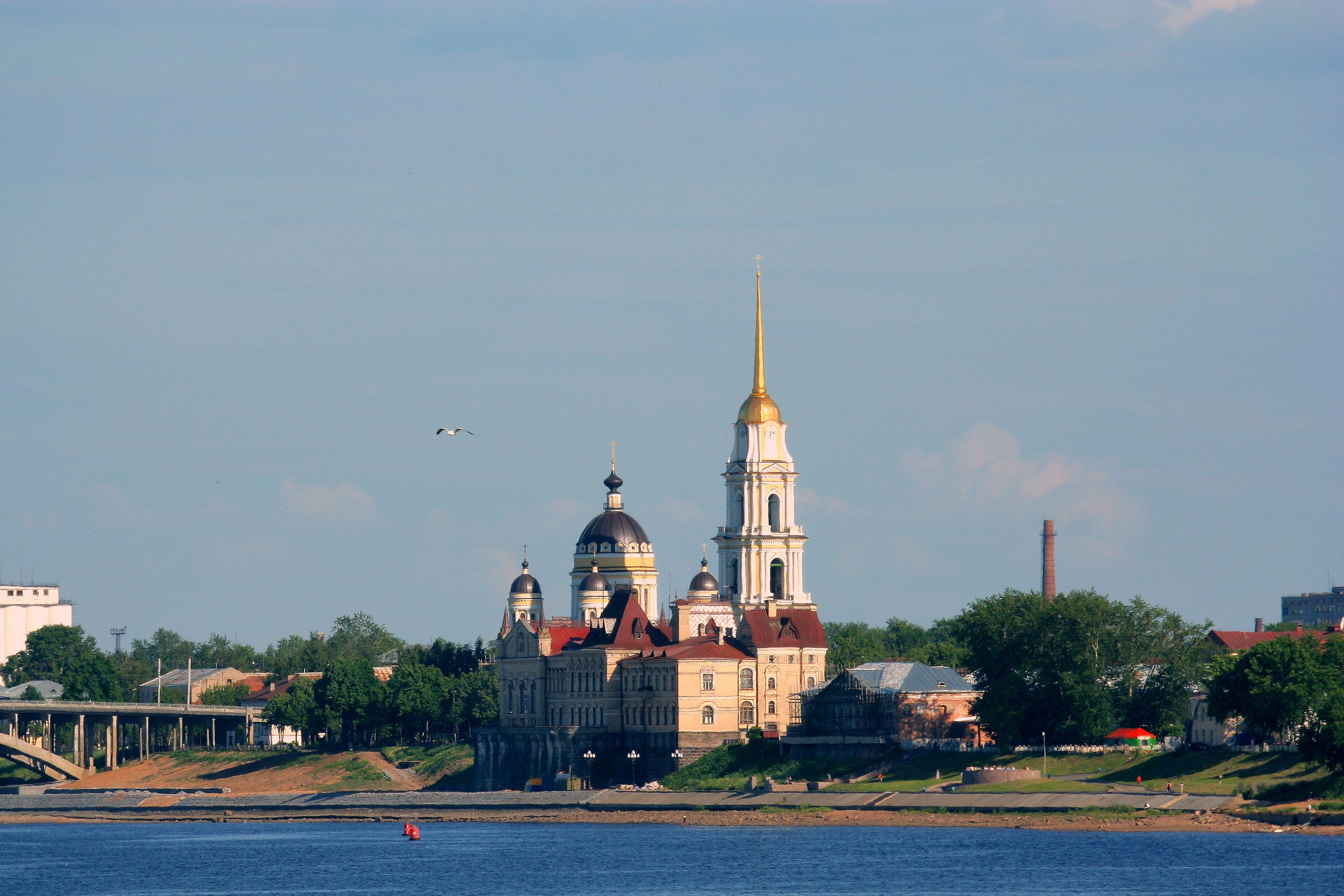
Rybinsk sett från Volga

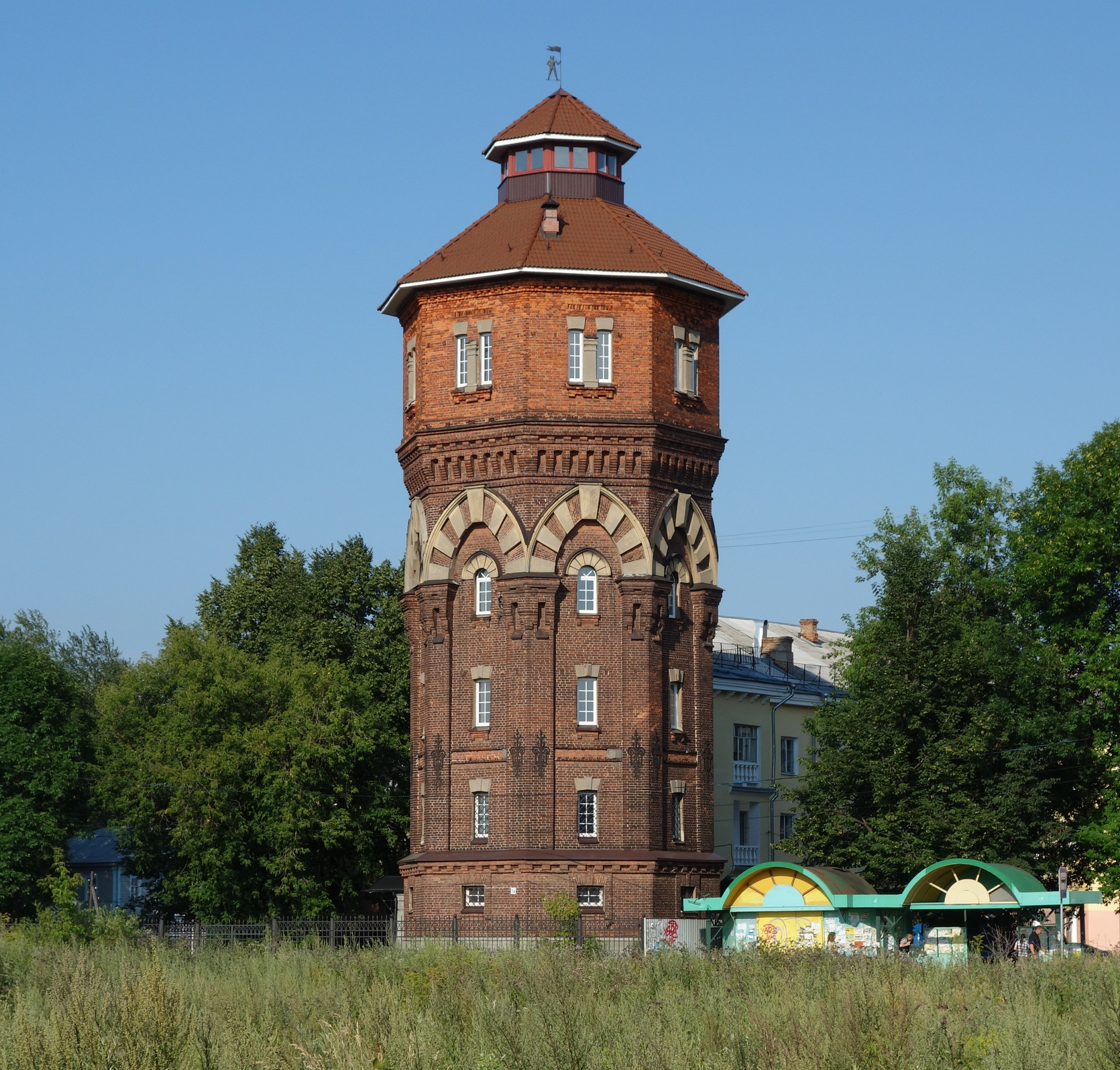
Rybinsks gamla vattentorn, ritat av Viktor Nielsen

Rybinsk (ryska Ры́бинск) är den näst största staden i Jaroslavl oblast, Ryssland. Folkmängden uppgick till 193 341 invånare i början av 2015. Staden kallades Andropov mellan åren 1984 och 1989, efter Jurij Andropov.

## Sport
I Rybinsk brukar världscuptävlingar i längdskidåkning arrangeras, bland annat 2010, 2011 och 2012.